# Luquin
Luquin (baskisch Lukin) ist ein nordspanisches Dorf und eine Gemeinde (municipio) mit 131 Einwohnern (Stand: 2024) im Westen der Autonomen Gemeinschaft Navarra. 

## Lage und Klima
Luquin liegt gut 55 km (Fahrtstrecke) westsüdwestlich von Pamplona bzw. ca. 38 km ostnordöstlich von Logroño in einer Höhe von ca. 595 m. Die Autovía A-12 führt durch den Südwesten der Gemeinde. Das Klima ist gemäßigt bis warm; Regen (600 mm/Jahr) fällt überwiegend im Winterhalbjahr.

## Bevölkerungsentwicklung
| Jahr      | 1970 | 1981 | 1991 | 2001 | 2011 | 2021 |
| Einwohner | 187  | 159  | 140  | 132  | 138  | 132  |

## Sehenswürdigkeiten

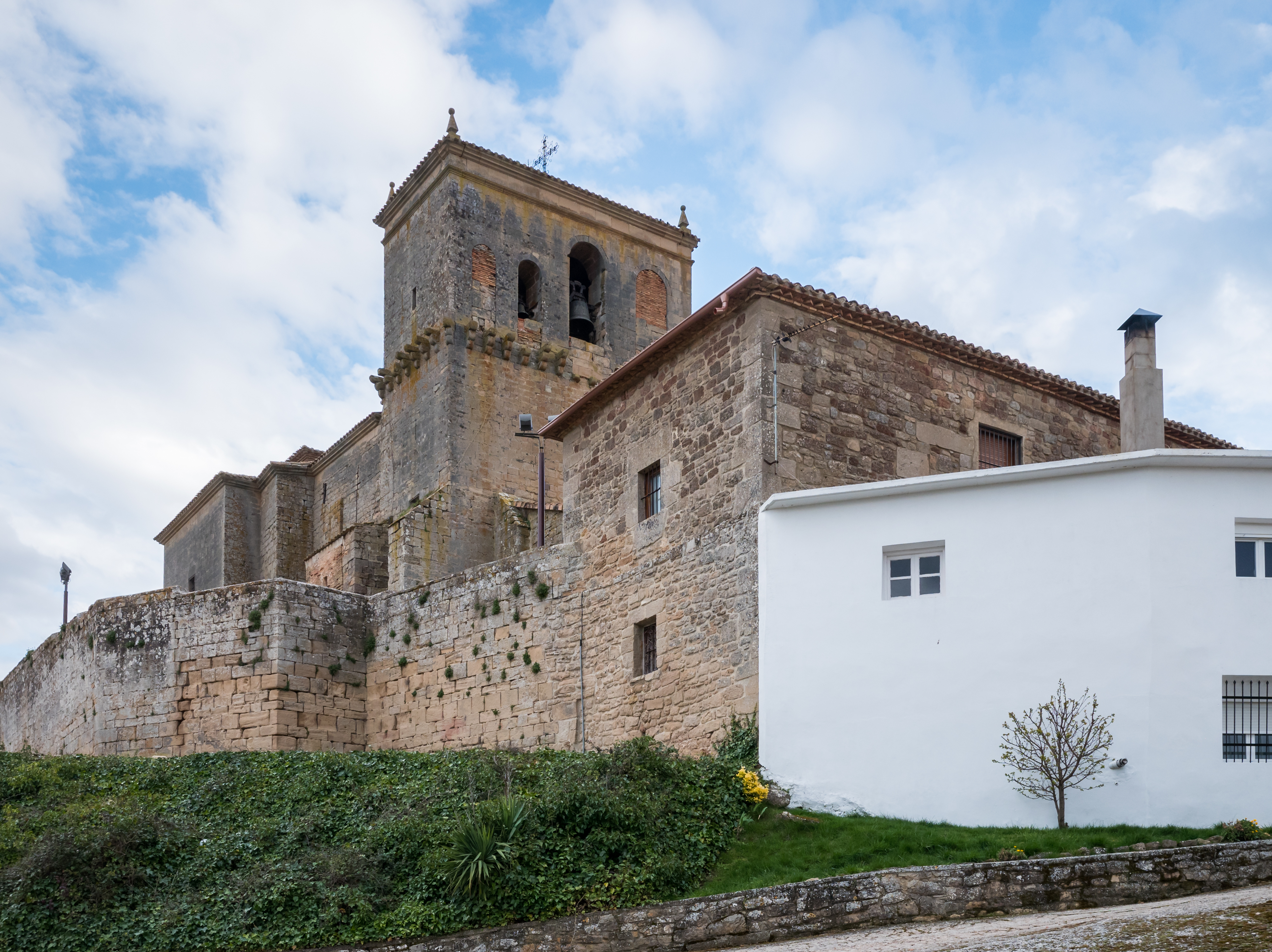
Martinskirche
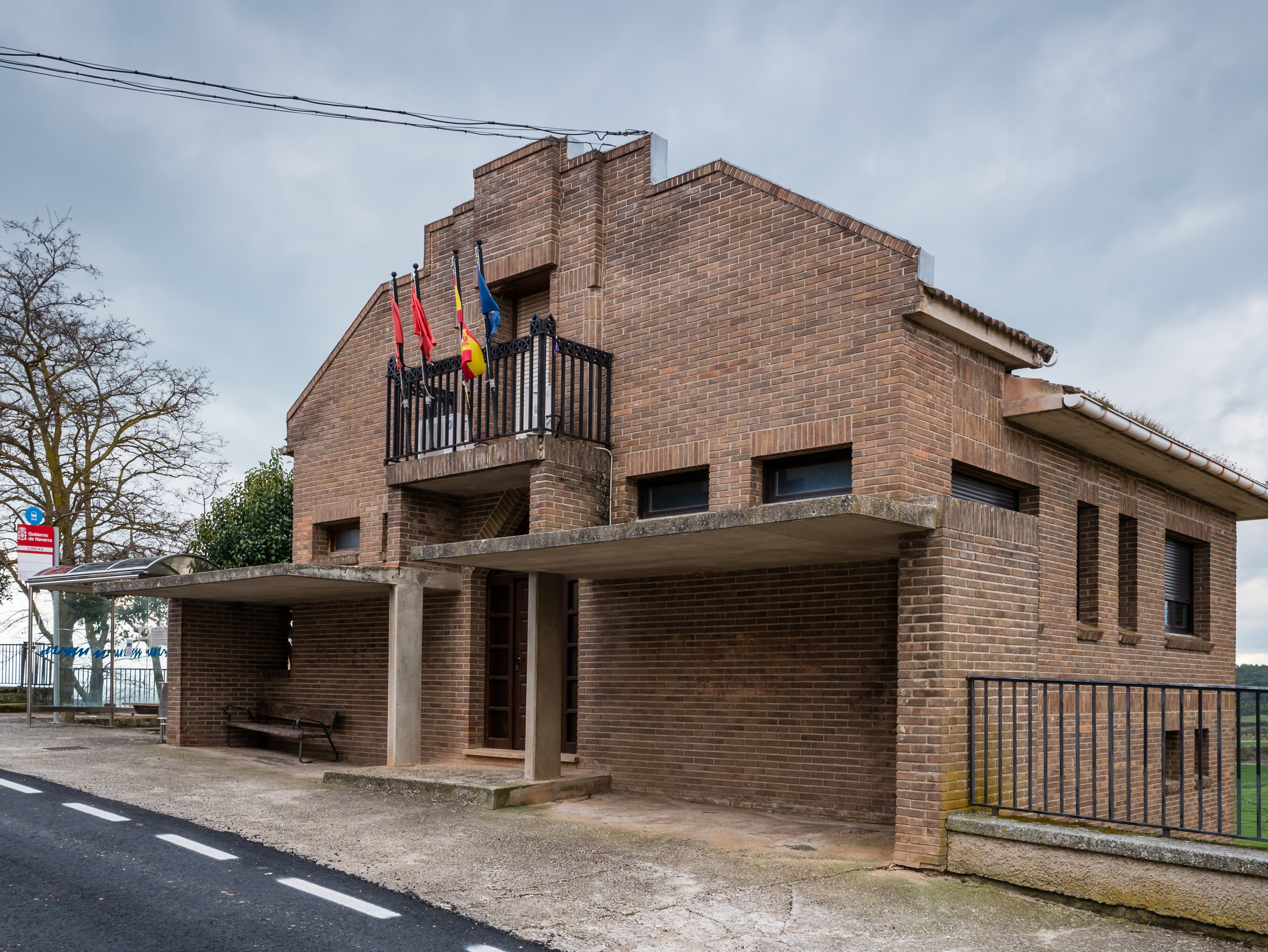
Rathaus

- Martinskirche
- Rathaus